# 意大利工业联合会
意大利工业联合会（義大利語：Confederazione generale dell'industria italiana，簡稱Confindustria）是是意大利雇主联合会和全国商会。

## 历史
成立于1910年。该会聚集了超过113,000家自愿加入的公司，覆盖近420万人。该会旨在帮助意大利的经济增长，为其成员提供帮助。该会是国际雇主组织（IOE）的成员。
该组织拥有报纸《Il Sole 24 Ore》，并资助罗马路易斯大学。该会在意大利各地都有地方分会，通常是意大利商业的代名词。